# سوتلایا-پولیانا (شهرستان جتی‌اغوز)
سوتلایا-پولیانا  (روسی: Светлая Поляна) یک روستا در قرقیزستان است که در شهرستان جتی‌اغوز واقع شده‌است. در سال ۲۰۰۹ سوتلایا-پولیانا ۲٬۱۸۵ نفر جمعیت داشته‌است.